# Trofeu Ponente in Rosa
El Trofeu Ponente in Rosa és una competició ciclista italiana femenina per etapes que es disputa per la regió de Ligúria. La cursa per etapes es va celebrar per primera vegada l'any 2022 com a cursa del calendari nacional i forma part del calendari de curses de la UCI des del 2023 i està classificada en la categoria 2.2.

## Palmarès
| Any  | Vencedora        | Segona           | Tercera         |         |
| ---- | ---------------- | ---------------- | --------------- | ------- |
| 2022 | Nadia Quagliotto | Silvia Zanardi   | Matilde Vitillo |         |
| 2023 | Jolanda Neff     | Yanina Kuskova   | Sina Frei       |         |
| 2024 | Kim Cadzow       | Kristen Faulkner | Clara Emond     |         |
| 2025 | suspesa          | suspesa          | suspesa         | suspesa |